# Amin Younes
Amin Younes, född 6 augusti 1993, är en tysk fotbollsspelare som spelar för saudiska Al-Ettifaq.
Younes har tysk mor och libanesisk far.

## Klubbkarriär
Younes debuterade för Ajax den 26 september 2015 i en 2–0-vinst över Groningen.
Den 3 oktober 2020 lånades Younes ut av Napoli till Eintracht Frankfurt på ett tvåårigt låneavtal.
Den 23 januari 2022 gick Younes på fri transfer till Al-Ettifaq i Saudiarabien, där han skrev på ett kontrakt till sommaren 2024.